# 韦德梅伦
韦德梅伦（荷蘭語：Wijdemeren）是荷蘭的一個市镇，在行政區劃上屬於北荷蘭省。韦德梅伦境內有眾多湖泊。

## 外部連結
- 维基共享资源上的相關多媒體資源：韦德梅伦
- 官方网站